# Chiyodagata
El Chiyodagata (千代田形?) fue el primer buque de vapor construido íntegramente en Japón. Se trataba de un cañonero que participó en la Guerra Boshin.

## Historial
Construido en los astilleros Ishikawajima (en la actualidad IHI Corporation), se incorporó a la Armada del shogunato Tokugawa en 1866. En el transcurso de la Guerra Boshin fue capturado por las tropas imperiales en mayo de 1868, para ser recuperado por las leales a Tokugawa en octubre del mismo año.
Tras la retirada a Hokkaidō, donde se fundó la república de Ezo por los últimos oponentes al sistema imperial, pasó a formar parte de la Armada de este efímero estado, participando en la Batalla de la bahía de Hakodate. Tras la batalla, fue nuevamente capturado e incluido en el listado naval de la Armada Imperial Japonesa, del cual fue eliminado el mismo año de 1869.
Fue vendido el 28 de enero de 1888 y empleado como ballenero hasta su desguace en 1911.